# Maarten van der Linden
Maarten van der Linden   (Voorburg, 9 de març de 1969) és un remer neerlandès, ja retirat, que va competir durant la dècada de 1990.
El 1996 va prendre part en els Jocs Olímpics d'Estiu d'Atlanta, on formant parella amb Pepijn Aardewijn, guanyà la medalla de plata en la prova del doble scull lleuger del programa de rem. Quatre anys més tard, als Jocs de Sydney, fou dotzè en la mateixa prova.